# Octavio Velasco del Real
Octavio Velasco del Real, escritor español, nacido en Teruel a mediados del siglo XIX. Fue catedrático de Geografía e Historia. Publicó crónicas de viaje que aún se leen:
En 1889, tras visitar la Exposición Universal de París, Octavio Velasco del Real viaja a Roma e inicia su periplo hasta Jerusalén, por entonces bajo el dominio turco. Era un viaje complicado y lleno de peligros, un viaje hacia los orígenes del cristianismo, que lo llevó desde Damasco a los Santos Lugares. Al cabo de cinco meses retornó a Barcelona.    Como resultado de ese viaje publicó De Roma a Jerusalén. 
Unos años más tarde debió viajar al Perú por el cobro de una herencia. Aprovechó para visitar los países de Sudamérica, Uruguay, Confederación Argentina, Chile, etc. Tomó notas detalladas con el propósito de publicarlas, lo que realizó a fines de 1892 en Barcelona. Su segundo libro, Viaje por la América del Sur: Impresiones y Recuerdos es una crónica entretenida, bien informada y aguda para la época.